# John Merton Aldrich
John Merton Aldrich, född den 28 januari 1866 i Minnesota, USA, död 27 maj 1934, var en amerikansk zoolog och entomolog. Han ansågs som en av de mest framstående entomologerna vad gällde ordningen tvåvingar.